# رقه البطین
رقه البطین (به عربی: رقة البطین) یک محله در امارات متحده عربی است که در شیخ‌نشین دبی واقع شده‌است.